# Japanische Meisterschaften im Skispringen 2017
Die 96. japanischen Meisterschaften im Skispringen fanden am 3. und 5. November 2017 in Sapporo statt. Am ersten Wettkampftag wurden die Wettbewerbe von der Miyanomori-Normalschanze abgehalten, die von Junshirō Kobayashi und Sara Takanashi gewonnen wurden. Für den Wettbewerb der Herren wurde eine Qualifikation durchgeführt, um das Teilnehmerfeld beim Entscheidungsspringen auf 50 Athleten zu begrenzen. Bei den Frauen war ein Ausscheidungsspringen nicht nötig gewesen. Zwei Tage später standen die Wettbewerbe von der Großschanze an, wobei das Ergebnis nur bei den Herren im Rahmen der Meisterschaften stattfand. Bei den Frauen floss das Springen in die Wertung des nationalen NHK-Pokals ein. Japanischer Meister wurde der 45 Jahre alte Noriaki Kasai.

## Austragungsort
| \| Sapporo \| |
| Sapporo       |

| Sapporo |

## Ergebnisse

### Frauen
An den japanischen Meisterschaften der Frauen von der Normalschanze nahmen 38 Athletinnen teil. Im ersten Wertungsdurchgang sprangen die Sportlerinnen aus der Startluke 15, im Finaldurchgang wurde der Anlauf um zwei Luken verkürzt. Japanische Meisterin wurde Sara Takanashi. Rang zwei belegte Yūki Itō, die nach dem weitesten Sprung des Tages auf 97,5 Metern nach dem ersten Durchgang in Führung lag. Im zweiten Durchgang verpasste sie mit einer deutlich langsameren Anlaufgeschwindigkeit als ihre Konkurrentinnen den Gewinn des Meistertitels. So hatte Takanashi im Finaldurchgang beispielsweise eine Anlaufgeschwindigkeit von 81,3 km/h, wohingegen Itō mit 79,8 km/h deutlich langsamer war. Im ersten Durchgang betrug die Differenz der Anlaufgeschwindigkeiten zwischen Takanashi und Itō noch 0,3 km/h zugunsten Itōs. Mit einem großen Rückstand folgte auf Rang drei Yūka Setō.
| Platz | Name            | Zugehörigkeit          | Weite 1 | Weite 2 | Punkte |
| ----- | --------------- | ---------------------- | ------- | ------- | ------ |
| 01.   | Sara Takanashi  | Kuraray Ski Team       | 094,0 m | 093,5 m | 234,5  |
| 02.   | Yūki Itō        | Tsuchiya Home Ski Team | 097,5 m | 083,0 m | 217,4  |
| 03.   | Yūka Setō       | Hokkaidō HT AC         | 081,5 m | 079,5 m | 175,6  |
| 04.   | Haruka Iwasa    | Ōbayashi-gumi Ski Team | 079,0 m | 074,0 m | 158,2  |
| 05.   | Kaori Iwabuchi  | Kitano Construction SC | 073,5 m | 075,5 m | 156,0  |
| 06.   | Nozomi Maruyama | Meiji-Universität      | 071,5 m | 077,5 m | 149,6  |
| 07.   | Ren Mikase      | Shimokawa Commercial   | 071,5 m | 075,0 m | 144,0  |
| 08.   | Ringo Miyajima  | Nagano Gymnasium       | 070,0 m | 070,5 m | 134,0  |
| 09.   | Ayuka Kamoda    | Shimokawa Commercial   | 070,0 m | 070,0 m | 132,2  |
| 10.   | Misaki Shigeno  | Chintai Ski Club       | 076,0 m | 061,0 m | 127,8  |

### Männer

#### Normalschanze
Die japanische Meisterschaft der Männer von der Normalschanze fand am 3. November 2017 statt, begann um 11:35 Uhr Ortszeit und endete um 14:29 Uhr. Am Wettbewerb nahmen 50 Athleten teil, nachdem zuvor ein Ausscheidungsspringen stattgefunden hatte. Sieger des Wettbewerbs wurde Junshirō Kobayashi, der in beiden Durchgängen die beste Leistung abrufen konnte.
| Platz | Name               | Zugehörigkeit          | Weite 1 | Weite 2 | Punkte |
| ----- | ------------------ | ---------------------- | ------- | ------- | ------ |
| 01.   | Junshirō Kobayashi | Megmilk Snow Brand ST  | 098,0 m | 097,5 m | 252,0  |
| 02.   | Ryōyū Kobayashi    | Tsuchiya Home Ski Team | 095,5 m | 095,0 m | 239,5  |
| 03.   | Hiroaki Watanabe   | Tokyo Biso Group ST    | 093,0 m | 097,5 m | 237,2  |
| 04.   | Yukiya Satō        | Megmilk Snow Brand ST  | 089,0 m | 096,0 m | 230,2  |
| 05.   | Taku Takeuchi      | Kitano Construction SC | 095,5 m | 091,0 m | 229,9  |
| 06.   | Noriaki Kasai      | Tsuchiya Home Ski Team | 092,0 m | 094,0 m | 228,5  |
| 07.   | Masamitsu Itō      | Tsuchiya Home Ski Team | 090,5 m | 094,5 m | 227,5  |
| 08.   | Yūmu Harada        | Megmilk Snow Brand ST  | 092,0 m | 093,5 m | 227,0  |
| 09.   | Minato Mabuchi     | Akita Xerox            | 096,5 m | 090,5 m | 224,0  |
| 10.   | Tarō Yamakawa      | Tōkai-Universität      | 091,0 m | 092,5 m | 219,9  |

#### Großschanze
Die japanische Meisterschaft der Männer von der Großschanze fand am 5. November 2017 statt. Mit deutlichem Vorsprung wurde Noriaki Kasai vor den Kobayashi-Brüdern Junshirō und Ryōyū japanischer Meister.
| Platz | Name               | Zugehörigkeit          | Weite 1 | Weite 2 | Punkte |
| ----- | ------------------ | ---------------------- | ------- | ------- | ------ |
| 01.   | Noriaki Kasai      | Tsuchiya Home Ski Team | 130,5 m | 134,0 m | 276,1  |
| 02.   | Junshirō Kobayashi | Megmilk Snow Brand ST  | 132,5 m | 125,0 m | 261,0  |
| 03.   | Ryōyū Kobayashi    | Tsuchiya Home Ski Team | 121,5 m | 123,5 m | 234,0  |
| 04.   | Taku Takeuchi      | Kitano Construction SC | 122,5 m | 120,5 m | 231,4  |
| 05.   | Daiki Itō          | Megmilk Snow Brand ST  | 127,0 m | 108,0 m | 213,0  |
| 06.   | Hiroaki Watanabe   | Tokyo Biso Group ST    | 116,5 m | 117,5 m | 210,7  |
| 07.   | Naoki Nakamura     | Tōkai-Universität      | 111,0 m | 114,5 m | 194,9  |
| 08.   | Kento Sakuyama     | Kitano Construction SC | 111,0 m | 114,0 m | 193,5  |
| 09.   | Keiichi Satō       | Megmilk Snow Brand ST  | 102,0 m | 121,5 m | 190,8  |
| 10.   | Tomofumi Naitō     | Furukawa SD            | 111,5 m | 108,5 m | 182,0  |